# Liste der Naturdenkmäler im Bezirk Tamsweg
Die Liste der Naturdenkmäler im Bezirk Tamsweg listet alle als Naturdenkmal ausgewiesenen Objekte im Bezirk Tamsweg im Bundesland Salzburg auf.

## Naturdenkmäler
| Foto |                 | Name                                              | ID       | Standort | Beschreibung | Fläche   | Datum      |
| ---- | --------------- | ------------------------------------------------- | -------- | --- | --- | -------- | ---------- |
| 1    | Datei hochladen | Bergahorn beim Wirt in Pichl                      | NDM00182 | Mariapfarr KG: Pichl Standort                                                                                          | | 707 m²   | 11.05.1981 |
| 1    | Datei hochladen | Gletschermühlen in Mauterndorf                    | NDM00105 | Mauterndorf KG: Mauterndorf GrStNr: 1523; 1269 Standort                                                                | Die beiden Gletschermühlen entstanden durch Abschmelzen des Taurachgletschers und sind die einzigen Gletschermühlen des Lungau. Sie wurden von Heinrich Till freigelegt und zusammen mit einem Geländestreifen in einer Breite von 10 m unter Schutz gestellt. | 0,16 ha  | 22.12.1972 |
| 1    | Datei hochladen | Rotbuche in Hammer                                | NDM00109 | Mauterndorf KG: Mauterndorf GrStNr: 1427 Standort                                                                      | Die 40-jährige Rotbuche ist wegen ihres Standorts auf 1140 m Seehöhe ein Unikat im Lungau. | 707 m²   | 28.02.1973 |
| 0 BW | Datei hochladen | Zirben beim Kramater-Kreuz in Fanningberg         | NDM00071 | Mauterndorf KG: Faninberg GrStNr: 104/20 Standort                                                                      | Die beiden Zirben stehen links und rechts einer Wegkapelle, dem sogenannten Kramater-Kreuz. | 53 m²    | 09.05.1963 |
| 0 BW | Datei hochladen | Peter-Raber-Lärche                                | NDM00235 | Muhr KG: Vordermuhr GrStNr: 294 Standort                                                                               | Die mächtigste Europäische Lärche (Larix decidua) im Lungau weist einen am Stammfuß einen Umfang von 9,1 m, einen Brusthöhenumfang von 7,30 m, einen Brusthöhendurchmesser von 2,35 m und eine Höhe von 41 m auf. Ihr Alter wurde auf rund 500 Jahre geschätzt. Um die Lärche wurde eine umgebende Grundfläche mit einem Radius von 15 m geschützt.Anmerkung: Koordinaten näherungsweise | 707 m²   | 13.11.1991 |
| 0 BW | Datei hochladen | Lärche am Plölitzweg                              | NDM00172 | Muhr KG: Hintermuhr Standort                                                                                           | Die rund 300- bis 400-jährige Europäische Lärche (Larix decidua) weist eine Höhe von 23 m, einen Brusthöhenumfang von 5,5 m und einen Brusthöhendurchmesser von 1,75 m auf. Mitgeschützt wurde die umgebende Grundfläche mit 10 m Radius ab dem Stamm.Anmerkung: Koordinaten näherungsweise                                                                                              | 314 m²   | 09.10.1979 |
| 1    | Datei hochladen | Oberer Rotgüldensee                               | NDM00157 | Muhr KG: Hintermuhr GrStNr: 523 Standort                                                                               | Der Obere Rotgüldensee ist ein nährstoffarmer Gebirgssee in 1996 m Höhe. Er weist eine Fläche von rund 5 ha auf. Zum Naturdenkmal gehört im Süden und Südwesten auch der untere Teil des Kars, der Lärchen-Zirbenbestand im Nordosten und im Südosten ein 50 m breiter Streifen. | 19,39 ha | 16.06.1978 |
| 0 BW | Datei hochladen | Kandelaberfichte Muritzen                         | NDM00254 | Muhr KG: Hintermuhr GrStNr: 588/1 Standort                                                                             | Die Kandelaberfichte befindet sich rund 220 m westlich der Muritzenkapelle auf einer Seehöhe von 1600 m im bewaldeten Nordteil des Grundstückes. Der Baum ist 20 m hoch und weist einen Umfang in Brusthöhe von 2,4 m auf. Der Stamm der Fichte teilt sich in einer Höhe von ca. 2,0 m in mehr als zehn Einzelstämme.                                                                    | 50 m²    | 15.03.2010 |
| 1    | Datei hochladen | Oberer Schwarz See                                | NDM00139 | Muhr KG: Hintermuhr GrStNr: 651; 652 Standort                                                                          | Der Obere Schwarz See liegt in einem flachen Kar auf einer Seehöhe von 2339 m. Der See ist von Gebirgssaiblingen besiedelt und weist viele seltene Pflanzen auf. Neben dem See wurde ein rund 200 m breiter Geländestreifen landeinwärts unter Schutz gestellt. | 23,93 ha | 23.11.1976 |
| 1    | Datei hochladen | Moertler Linde                                    | NDM00191 | Ramingstein KG: Mitterberg GrStNr: 447 Standort                                                                        | Die Winter-Linde (Tilia cordata) weist eine Höhe von 30 m, einen Kronendurchmesser von 16 m und einen Brusthöhenumfang von 4,5 m auf. Der Stamm der Linde gabelt sich in rund 3 m Höhe. Neben dem Baum wurde auch die umgebende Grundfläche in einem Radius von 10 m ab dem Stamm unter Schutz gestellt.Anmerkung: Grundstücksnummer im Naturschutzbuch falsch                           | 314 m²   | 22.09.1983 |
| 1    | Datei hochladen | Linden bei St.Augustin                            | NDM00056 | Sankt Margarethen im Lungau KG: St. Margarethen GrStNr: 158; 156; 162 Standort                                         | Die vier Sommer-Linden (Tilia platyphyllos) wiesen einen Brusthöhendurchmesser von je 2–3 m auf. Neben den Bäumen selbst wurde auch eine Grundfläche von 10 m Radius je Stamm geschützt.Anmerkung: Grundstücksnummern veraltet. | 962 m²   | 16.12.1958 |
| 1    | Datei hochladen | Bergahorn bei der Kaltenbachkapelle               | NDM00072 | Sankt Michael im Lungau KG: St. Michael GrStNr: 398 Standort                                                           | Der Berg-Ahorn (Acer pseudoplatanus) erreicht eine Höhe von 20 m und weist einen Umfang von 4 m gemessen in 1,5 m Höhe (2016) auf. Der Baum besitzt eine kugelförmige Krone und befindet sich neben der Kaltenbachkapelle. Um den Baum wurde eine Fläche von 4 m Radius ab Stamm und ein 4 m breiter Grundstreifen entlang der Landesstraße bis zur Kapelle geschützt.                   | 171 m²   | 27.05.1963 |
| 0 BW | Datei hochladen | Eiche beim Trautl in Oberweissburg                | NDM00216 | Sankt Michael im Lungau KG: Oberweißburg GrStNr: 112 Standort                                                          | Die Stieleiche (Quercus robur) wies zum Untersuchungszeitpunkt eine Höhe von 20 m und einen Brusthöhenumfang von 3,3 m bzw. einen Brusthöhendurchmesser von 1,5 m auf. Das Alter des Baumes wurde auf mehrere hundert Jahre geschätzt. Mitgeschützt wurde die umgebende Grundfläche mit 6 m Radius ab dem Stamm.                                                                         | 113 m²   | 24.07.1987 |
| 1    | Datei hochladen | Zwei Ahornbäume beim Standlhof in Tamsweg         | NDM00141 | Tamsweg KG: Tamsweg bzw. Wölting GrStNr: 358; 1007/7; 359; 1007/3; 1007/7 (KG Tams); 139/2; 142 (KG Wölting). Standort | | 465 m²   | 07.12.1976 |
| 1    | Datei hochladen | Zirbe beim Wengergut in Tamsweg                   | NDM00103 | Tamsweg KG: Haiden GrStNr: 273 Standort                                                                                | | 453 m²   | 13.12.1972 |
| 1    | Datei hochladen | Dürreneck-See im Lungau                           | NDM00134 | Tamsweg KG: Haiden GrStNr: 970; 969/1; 969/2; 936/2; 972; 968 Standort                                                 | | 22,01 ha | 10.05.1976 |
| 0 BW | Datei hochladen | Rotbuche nächst dem Gappmaieranwesen in Sauerfeld | NDM00060 | Tamsweg KG: Sauerfeld GrStNr: 758 Standort                                                                             | | 314 m²   | 26.05.1959 |
| 0 BW | Datei hochladen | Schirmlärche bei der Langeralm                    | NDM00181 | Tamsweg KG: Lasaberg GrStNr: 502/1; 501/3 Standort                                                                     | | 690 m²   | 22.04.1981 |
| 0 BW | Datei hochladen | Zirbe beim Kreuz nächst dem Schlossgut in Penk    | NDM00059 | Tamsweg KG: Sauerfeld GrStNr: 1306 Standort                                                                            | Die Zirbe wies zum Untersuchungszeitraum eine Höhe von 25 m auf und wurde auf 300 Jahre geschätzt. Neben einem Brusthöhendurchmesser von 70 cm wies das Naturdenkmal eine mitgeschützte Grundfläche mit einem Radius von 10 m ab dem Stamm auf. | 314 m²   | 19.05.1959 |
| 0 BW | Datei hochladen | Zirbe am Granitzlmoos in Sauerfeld                | NDM00046 | Tamsweg KG: Sauerfeld GrStNr: 895 Standort                                                                             | Die Zirbe befindet sich im sogenannten Granitzlmoos. Sie wies einen Brusthöhendurchmesser von 42 cm bzw. einen Brusthöhenumfang von 135 cm sowie eine Höhe von 15 m auf. Sie galt zeitweise als verschollen und wurde 1986 wiederaufgefunden. | 80 m²    | 20.04.1936 |
| 1    | Datei hochladen | Kugellärche auf der Fötschlleiten                 | NDM00048 | Thomatal KG: Thomatal GrStNr: 515 Standort                                                                             | Die Europäische Lärche (Larix decidua) war zum Zeitpunkt der Untersuchung 80 bis 90 Jahre alt. Mit ihr wurde eine Grundfläche von 4 m Radius ab Stamm unter Schutz gestellt. Im Jahre 2016 hatte der Baum einen Umfang von 2,60 m gemessen in 1,50 m Höhe. | 51 m²    | 29.04.1936 |
| 1    | Datei hochladen | Schlangenfichte                                   | NDM00250 | Weißpriach KG: Weißpriach GrStNr: 1100/2 Standort                                                                      | Die zum Untersuchungszeitpunkt rund 75-jährige Fichte wies eine Höhe von 21 m und einem Brusthöhendurchmesser von 40 cm auf. Es handelt sich um eine seltene Wuchsform einer „Schlangenfichte“ (Picea abies Virgata). | 51 m²    | 20.08.2004 |
| 0 BW | Datei hochladen | Schneefichte auf der Schlickenalm                 | NDM00097 | Weißpriach KG: Weißpriach Standort                                                                                     | | 707 m²   | 23.06.1971 |
| 0 BW | Datei hochladen | Brünnwandquellen im Ahrngraben                    | NDM00113 | Zederhaus KG: Wald GrStNr: 350/1 Standort                                                                              | Die beiden Quellen entspringen in der Brünnwand. | 7,65 ha  | 20.04.1973 |

## Ehemalige Naturdenkmäler
| Foto |                 | Name                     | ID       | Standort                                       | Beschreibung | Fläche | Datum      |
| ---- | --------------- | ------------------------ | -------- | ---------------------------------------------- | --- | ------ | ---------- |
| 0 BW | Datei hochladen | Schneefichte in Zankwarn | NDM00137 | Mariapfarr KG: Zankwarn GrStNr: 205/1 Standort | Die zum Untersuchungszeitraum 60-jährige Fichte wies eine Höhe von 13 m auf. Es handelt sich und eine klimatisch angepasste, besonders schmalkronige Fichtenart. | 154 m² | 13.10.1976 |

| Foto:                    | Fotografie des Naturdenkmals. Klicken des Fotos erzeugt eine vergrößerte Ansicht. Daneben finden sich zwei Symbole: \| Weitere Bilder vorhanden \| Das Symbol bedeutet, dass weitere Fotos des Objekts verfügbar sind. Durch Klicken des Symbols werden sie angezeigt. \| \| Eigenes Foto hochladen \| Durch Klicken des Symbols können weitere Fotos des Objekts in das Medienarchiv Wikimedia Commons hochgeladen werden. \| |
| Name:                    | Bezeichnung des Naturdenkmals laut offiziellen Quellen |
| ID                       | Identifikator |
| Standort:                | Es ist die Gemeinde und falls vorhanden die Adresse angegeben. Darunter sind die Katastralgemeinde (KG) und die Grundstücksnummer angeführt. Durch Aufruf des Links Standort wird die Lage des Denkmals in verschiedenen Kartenprojekten angezeigt. |
| Beschreibung             | Kurze Beschreibung des Naturdenkmals |
| Fläche                   | Fläche des Naturdenkmals in Hektar (ha) |
| Datum                    | Datum oder Jahr der Unterschutzstellung |
| Weitere Bilder vorhanden | Das Symbol bedeutet, dass weitere Fotos des Objekts verfügbar sind. Durch Klicken des Symbols werden sie angezeigt. |
| Eigenes Foto hochladen   | Durch Klicken des Symbols können weitere Fotos des Objekts in das Medienarchiv Wikimedia Commons hochgeladen werden. |